# Stanley Ibe
Stanley Ibe (* 19. července 1984) je nigerijský fotbalista, který od roku 2012 působil v lotyšském FC Daugava Daugavpils. Aktuálně působí v klubu TJ AVIA Čakovice ve pražské 1. B třídě.

## Klubová kariéra
Je odchovancem Taribo West Academy (Nigérie). Jeho další působiště byly týmy Genoa CFC (Itálie), FK Bregalnica Delčevo a FK Sloga Jugomagnat (oba Makedonie).
V letech 2005-2012 působil v týmu FC Bohemians Praha (Střížkov) v české lize. V roce 2010 hostoval v 1. FK Příbram. Byl na testech také ve Sportingu Lisabon, kde však neuspěl.
Od července 2012 hrál v lotyšském FC Daugava Daugavpils.